# Codex germanicus monacensis 9220

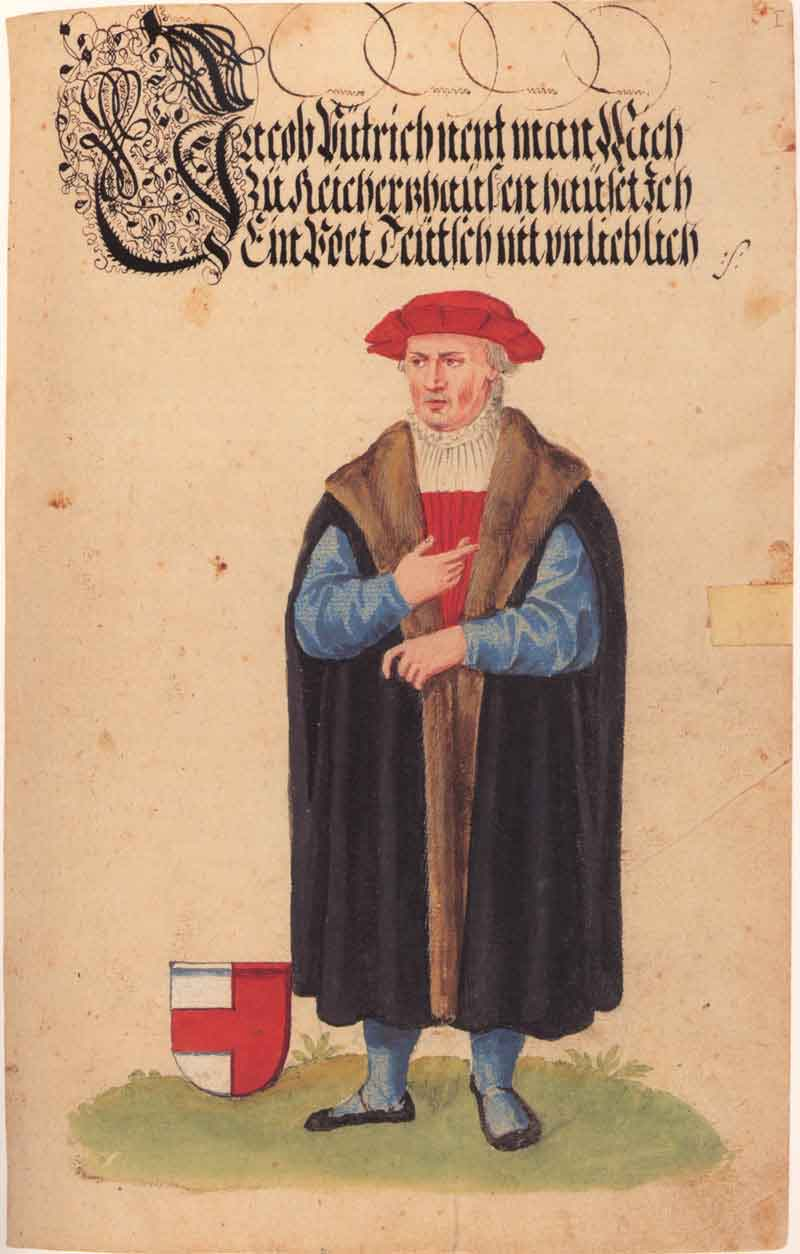
Autorenbild Püterichs im Cgm 9220

Der Codex germanicus monacensis 9220 (Cgm 9220) ist ein Sammelband der Bayerischen Staatsbibliothek in München aus der Zeit um 1600.

## Geschichte
Möglicherweise war der erworbene Sammelband aus Handschriften und Drucken zunächst im Besitz der Adelsfamilie Nothaft. Anfang des 18. Jahrhunderts befand er sich im Chorherrenstift St. Andrä an der Traisen. Dort fand ihn Raimund Duellius und gab den Ehrenbrief aus dieser Vorlage 1725 erstmals heraus. Nach Aufhebung des Stifts St. Andrä 1783 gelangte der Band in das Chorherrenstift Herzogenburg. Signiert als Hs. 219 überstand er die Notzeit der Zwischenkriegszeit. 1964 oder früher muss das Stück ins Ausland verkauft worden sein, denn damals tauchte es im Zürcher Kunsthandel auf. 1965 wurde es Handschrift XV 10 des Kunstsammlerehepaars Irene und Peter Ludwig (Aachen). Auf Kosten der Stadt Köln aufwändig katalogisiert, sollte der Handschriftenbestand der Ludwigs in Köln eine dauernde Bleibe finden, aber Köln und die Ludwigs überwarfen sich, und der Band wurde mit den anderen Handschriften vom Getty-Museum in Malibu angekauft. 1997 trennte sich das Museum von einem Teil der Ludwig-Bestände und übergab sie dem bekannten Handschriftenhändler Jörn Günther, der den Sammelband zunächst der Staatsbibliothek Berlin und danach der Bayerischen Staatsbibliothek anbot, die ihn mit Hilfe der Kulturstiftung der Länder und der Bayerischen Landesstiftung (zu 32 % Miteigentümer) noch im gleichen Jahr zu einem nicht genannten mutmaßlich hohen Preis erwarb.
Ausschlaggebend war die Bedeutung des Ehrenbriefs für die deutsche und bayerische Literaturgeschichte des 15. Jahrhunderts. Der Cgm 9220 galt als einzige Überlieferung dieser Schrift von Jakob Püterich von Reichertshausen, bis Klaus Graf 2015 die mutmaßliche Vorlage dieses Manuskripts in der sogenannten Trenbach-Chronik (1590) des Niederösterreichischen Landesarchivs auffand.
Im November 2015 wurde ein Digitalisat der Handschrift ins Netz gestellt.

## Inhalt
Neben dem Ehrenbrief (Seite I-II, 1-29) enthält der Band:
- zwei gedruckte Turnierbücher (Georg Rüxner Ausgabe 1578 mit Anhang von Johann von Francolin),
- die Turnierreime des Johann Holland (Seite 31–51 mit Zusatz von Georg Rüxner aus der Vorlage des Wiguleus Hund Seite 51–52)
- Auszüge zum Turnierwesen aus der Vorrede zum Stammenbuch Hunds 1585/86 (Seite 52–70) und ein
- Wappenbuch bayerischer und süddeutscher Geschlechter (Seite 71–106)
- Register zu den Drucken (Seite 107–190) als Nachtrag,
- Register über die Wappenteile des Ehrenbriefs, der Turnierreime und des Wappenbuchs (Seite 194–204) als Nachtrag.